# Borító
Könyvborítónak nevezzük a kötött könyv borítóját, a kartonált könyv borítóját a kötéstáblát, a kötött könyvtáblát védő borítót illetve a fedelet is. Három részből állnak a könyvborítók: az első és a hátsó táblából (első és hátsó fedélnek nevezzük kartonált fedélnél) és a gerinc. Hangsúlyozott jelentősége van könyvészeti nézőpontból az első tábla rektó, vagyis arcoldalának, amit borítócímoldalnak (angolul front cover, szakkifejeződés maradt meg leginkább a régi név: borítócímlap), és a hátsó tábla rektó, vagyis hátoldalának, amit borítóhátoldalnak, vagy nagyon egyszerűen csak hátsó borítónak (back cover) hívjuk. A kartonált könyvek belső oldalait is igénybe vehetjük, és ezekre a legsűrűbben, mint a fedél második, vagyis harmadik oldalára hivatkozunk (kissé nevetségesnek tűnnének, ha az első táblát verzónak, illetve a hátsó táblát rektónak hívnánk).

## A bőrkötéses könyv elkészítése

### A bőrkötéses borító technikai variációi
- Préseléses technikával minta – pl. falevél, textiles stb.
- bőrdomborításos technika
- bőrsüllyesztéses technika
- áttöréses, lyukas bőr technika
- intarziás technika
- gyűrt bőr technika

### Bőrfajták
- Marhabőr – Bikabőr
- Borjúbőr – Lóbőr
- Növendék marhabőr – Sertésbőr

### Tehénbőr – Juhbőr
- Ökörbőr – Kecskebőr

## Könyvkötésfajták

### Hagyományos könyvkötések
- Egyszerű félkemény kötések: vászonnal van borítva a könyvgerinc
- Brosúrák: papírral, keményebb vagy puhább kartonnal van a könyv borítva
- Félvászon kötések: maga a könyvgerinc (a négy sarok esetleg) vászonnal van borítva, viszont papírral van borítva a könyvtábla többi része
- Egészvászon kötések: vászonnal van fedve a könyvtábla teljes felülete (gerince és háta és a könyv arca)
- Félbőr kötések: bőrrel van bevonva a könyvgerinc (és esetleg még a négy sarok is)
- Egész bőrkötések: bőrrel van borítva a könyvtábla teljes felülete

### Különleges módszerrel készülő kötések
- Leporello (vagy csuklóskötés)
- Drótfűzéses kötés (spirál)
- Üzleti könyvkötés
- Celluloid- vagy csontfedeles kötés
- Bibliofil, fatáblás barátkötés
- Betáblázott kötés: a könyvtestre szabják rá a gerinc- és fedéllemezt, és ezután borítják be az anyaggal
- Beakasztott kötés: a könyv tábláját külön készítik el, és a könyvtestet ebbe a fedélbe akasztják bele

## A könyvborító technikai kellékei
- védőborító
- kötéstábla
- gerinc
- fülkönyv

## A könyvborító
A könyv egyik nagyon fontos része a belső címoldal ( a címoldal Szántó Tibor szerint „ mint a zeneművek előtt a nyitány, vagy mint a középületek ünnepélyes hatású kapuja, amely előre jelezheti a könyv olvasójának mindazt az élményt, mely rá vár a könyv olvasásakor”) , így jobban kell viszonyulni a belív formai fix pontjaihoz a tipográfiai megformálásnál, addig a szöveglapokkal nincs ennyire közeli kapcsolatban a könyv borítójával. A tipográfia elkészítésében a borító tervezője sokkal nagyobb teret élvezhet ennek következtében.
Két uralkodó felfogás létezik a borítótervezésben. Az egyik alapján a könyvborító nélkülözhetetlen szerves része a könyvnek, így szigorúan igazodnia kell a belső tipográfiához. A másik elv alapján pedig a borító maga a könyv köntöse, és a feladata az a könyv jobban eladható legyen, emiatt a tipográfus, a kiadó és a tervező is nagyobb teret kap az elkészítéséhez. Abból a szempontból, hogy mind a két elv mellett és ellen is szólnak érvek, így nem is fog és nem akar ebben az álláspontban döntést hozni. Csakis a tipográfus és a kiadó dolga és felelőssége a döntés.

### A fedél
A kartonált fedél (más néven puhatáblás) könyvek borítója. Ilyen nagyon fontos információkat, mint a könyv szerzőjének a nevét, maga a könyv címét esetlegesen a könyvnek az alcímét is, a kiadó emblémáját és természetesen a nevét is a fedélnek, és még a sorozathoz vonatkozó adatokat pl. sorozatcímet és a sorozatszámot a címoldalon helyezünk el. Lehetőségeinknek megfelelően viszont a könyv fedélre ne helyezzük el a megjelenéshez megadott adatokat.
Fontos feltüntetni még a könyvnek a forgalomba kerülési árát és az ISBN számát a fedél hátoldalán. Viszont ha már van vonalkód, akkor nem kell feltüntetni az ISBN – számot ugyanis a vonalkód is tartalmazza ezt. Napjainkban már szerepel szinte majdnem minden könyvön az EAN-kód, vagyis a nemzetközi cikkszám. Három fontos része van: az egyik a vonalkód, a másik része a vonalkód felett megtalálható ISBN szám és a vonalkód alatt látható számcsoport. Ez a számcsoport 13 darab számjegyből áll, az első 3 darab ország kódját jelöli, az utána levő szinte mindig 4 számjegyű a vállalatazonosító, majd ezután van egy 5 jegyű, az a termékszám azonosító és a végén pedig az 1 számjegyű azonosítószám.
Amikor ISBN- és ISSN szám is van, a könyveken akkor nem mind a kettőn tüntetjük fel a vonalkód felett (vagyis időszakos kiadványokon az ISSN szám, a könyveken pedig az ISBN szám). A kiadó dönti el, hogy a nem egykötetes munkáknál az összkiadásos vagy az egyedi kötetes ISBN számmal jelzi majd. A vonalkód alatt a könyvszakmákban nem csak maga a vonalkódot értik, hanem ezt a két számcsoportot is.
A könyvnek az annotációja kerül a hátsó fedél lapra, vagyis a szerzőnek a bemutatása, esetlegesen fénykép és információ illetve részlet a könyvben lévő recenzióból. Az ismertetésnek a leírását elkészítheti maga a könyvnek a szerzője, a kiadó, sőt még a szerkesztő is. Figyeljünk ilyen dolgokra, hogy az a személy, aki ismerteti a könyvet nagyon pontosan és tárgyszerűen tegye meg azt. Ugyanis ha túlzásba esik ez a személy az annotáció írása közben akkor valótlanná, hiteltelenné válhat, ami következtében elriaszthatja a jövendőbéli könyvvásárlót.
Megemlítendő az is, hogy a könyv forgalomba kerülésének, illetve fogyasztói árát hol tüntetik fel. Ennek a helye a bal felső sarokban van a könyv hátsó oldalán. Érthető legyen mindenki számára és világos, főleg a nem egy kötéses könyveknél, hogy mi a pontos ár és mit tartalmaz még. (pl. az Ár 852 Ft / 952 Ft/ I- IV. kötet ára 2799 Ft /ára 2999 Ft áfával / Ára 2999 Ft 12% áfával)

### A védőborító
Maga a védőborító (enveloppe) általában könnyű kartonból, vagy ellentétesen nehezebb papírból (120-250g) készült borító, ami szinte mindig illusztrációkkal van „dekorálva”. Van funkciója is a védőborítónak, ez pedig nem más mint, hogy véd a szennyeződéstől, és még a kötéstábláról lemaradt információkat megtalálhatjuk rajta. Grafikusokkal, tipográfusokkal csináltassuk meg a védőborítóra a munkákat, hiszen a reklámhatás is nagyon fontos.

## Lemezborító
Nemcsak a könyveknek, hanem a zenei albumoknak is van borítójuk. A lemezborítón az előadó neve és az albumának címe szerepel. A lemezek hátsó borítóján gyakran az albumon levő számok címét sorolják fel, bár ez nem minden lemez esetében igaz. A Hanglemezeket a borítóból kellett kivenni, ami lehetett karton vagy néha más anyag, pl. PVC (Bergendy: Beat ablak) vagy alumínium is (Omega: Élő Omega). Esetenként kétszárnyú, kinyitható borítóval adtak ki egyes albumokat, egy, illetve két- vagy többlemezes kiadványoknál is alkalmazták. Egyes lemezeknél közvetlenül a kinyitható borítóval egyben gyártották a poszter mellékletet, ami így nem csak kétrét, hanem négyrét volt hajtható és több képet is tartalmazott (Boney M.: Oceans of Fantasy német kiadása). A hanglemezekhez a hagyományos belső nejlontasakon túl sok esetben belső papírborító is készült, ami sokszor üres fehér papír, de gyakorta képeket vagy dalszövegeket is tartalmazhat. Az 1960-as és 1970-es években gyakran még csak egyéb kiadványok reklámjai illetve kivágható kuponok szerepeltek rajta. A kazetták és a CD-k borítója papírból készül. A papírborítókat a műanyag tokba szokták belehelyezni.

### Az írható CD-k és írható DVD-k borítója
Az írható CD-k és DVD-k borítójára márkanevet szoktak ráírni (pl. Maxell, Philips, TDK). Képet rendszerint nem tartalmaz az írható CD-k és DVD-k borítója, kevés esetben ún. stock fotó található rajtuk. Ezen túl mind a papírmellékleten, mind magán a lemezen/kazettán biztosítanak üres felületet a rá felvett/kiírt anyag felcímkézéséhez.